# Баркая, Владимир Александрович
Влади́мир Алекса́ндрович Барка́я (груз. ვლადიმერ ალექსანდრეს ძე ბარქაია; 29 июля 1937, Гагра, Абхазская АССР, Грузинская ССР, СССР — 30 декабря 2022, Тбилиси, Грузия) — советский футболист, нападающий. Мастер спорта СССР (1959). В составе сборной СССР провёл 2 матча, забил 2 гола.

## Карьера

### Клубная
Воспитанник ДЮСШ города Гагра. Первый тренер — Реваз Шартава.
Играл в команде города Гагра, был чемпионом Абхазии и обладателем Кубка Абхазии. Затем играл в ФШМ (Тбилиси) у Андро Жордания.
Выступал за тбилисское «Динамо» с 1957 по 1967 год. В составе клуба в чемпионатах СССР провёл 226 матчей, забил 68 мячей. Всего за «Динамо» в официальных матчах сыграл 297 матчей и забил 198 мячей. В 1964 году стал чемпионом СССР.
В 1968—1969 годах работал тренером «Динамо». Позже жил в Гагре.
В 1990-е возглавлял Союз ветеранов футбола Грузии.

### В сборной
За сборную СССР впервые сыграл 27 июня 1965 года в отборочном матче на Чемпионат мира 1966 против  сборной Дании и сделал дубль, забив свой первый мяч на 69-й минуте, а затем последний гол команды на 77-й.

### Матчи и голы за сборную СССР
| № | Дата            | Место        | Оппонент | Счёт | Голы | Соревнование            |
| 1 | 16 августа 1965 | Москва, СССР | Дания    | 6:0  | 2    | Отборочный матч ЧМ 1966 |
| 2 | 4 июля 1965     | Москва, СССР | Бразилия | 0:3  | —    | Товарищеский матч       |

Итого: 2 матча / 2 гола; 1 победа, 0 ничьих, 1 поражение.

## Достижения
- Чемпион СССР: 1964